# Pyrgeia
Pyrgeia là một chi bướm đêm thuộc họ Noctuidae.